# Rule G
Rule G er en amerikansk stumfilm fra 1915 af George W. Lawrence og G. M. Noble.

## Medvirkende
- Harry L. Stevenson som Sandy Weston.
- Lawrence Katzenberg som Spike Lacey.
- A.C. Posey som Ned Douglas.
- Paul Gillette som Neil Atterbury.
- Jack O'Connor som Smith.